# Кастела
Вижте пояснителната страница за други значения на Кастела.
Кастела (カステラ kasutera) е вид „уагаши“ (традиционен японски сладкиш), първоначално създаден в Япония на базата на „Нанбан сладкиши“ (сладкиши, внесени от други страни в Япония по време на периода Адзучи-Момояма). Тестото се налива в големи квадратни или правоъгълни форми, пече се във фурна и се реже на големи правоъгълни парчета. Сочната текстура на Кастела се постига благодарение на „мизуаме“ – вид захарен сироп, който присъства в рецептата.
Специалитет на Нагасаки, тортата е донесена в Япония от португалски търговци през 16. век. Името произлиза от португалски – „Bolo de Castela“, което означава „торта от Кастилия“. Тортата Кастела обикновено се продава в дълги кутии. Дължината ѝ е приблизително 27 см. Често се оприличава на торта Мадейра, също свързана с Португалия, но е най-близка до „Пао-де-Ло“ (португалска пандишпанова торта).

## История
През 16. век португалците достигат Япония и скоро започват търговия и мисионерска дейност. По това време Нагасаки е единственото японско пристанище, отворено за външна търговия. Португалците внасят много непознати за японците предмети, като оръжия, тютюн и тикви. Тортата е можела да се съхранява дълго време, което я е направило полезна за моряците, които прекарват месеци в морето. В периода Едо, отчасти поради цената на захарта, кастелата е била скъп десерт. Шогунатът Токугава представя Кастела на пратеника на императора на Япония. През годините рецептата се променя, за да отговаря на вкуса на японците.

## Видове
Десертът има много разновидности, направени със съставки като зелен чай на прах, кафява захар и мед. Те могат да бъдат в различни форми; популярна японска фестивална храна е бебе кастела – Кастела с размер на една хапка.
През периода Мейджи е популярна Сиберия – Кастела, пълна с йокан (желе от сладък боб). Този вид Кастела се популяризира отново след появата си в анимационния филм „Вятърът се надига“ на Хаяо Миядзаки.
Популярният японски десерт „дораяки“ се състои от палачинки, направени от микс за Кастела, слепени заедно с паста от боб „адзуки“.